# Gare d'Ohanajaya
La gare d'Ohanajaya (お花茶屋駅, Ohanajaya-eki) est une gare ferroviaire de la ligne principale Keisei. Elle est située dans l'arrondissement de Katsushika, à Tokyo au Japon. 
Elle est exploitée par la compagnie Keisei.

## Situation ferroviaire
La gare d'Ohanajaya est située au point kilométrique (PK) 9,9 de la ligne principale Keisei.

## Historique
La gare a été inaugurée le 19 décembre 1931.

## Service des voyageurs

### Accueil
La gare dispose d'un bâtiment voyageurs, avec guichets, ouvert tous les jours. 

### Desserte
- Ligne principale Keisei :
  - voie 1 : direction Keisei Ueno
  - voie 2 : direction Keisei Takasago, Keisei Funabashi, Keisei Chiba et aéroport de Narita